# Tibetaanse regering in ballingschap
De Tibetaanse regering in ballingschap, of het Centraal-Tibetaans Bestuur (voluit: Centraal-Tibetaans Bestuur van Zijne Heiligheid de dalai lama) (Tibetaans: Tsenjol Bod Mi Zhung gi Drigtsug), is sinds 1959 de in ballingschap verblijvende voortzetting van de Regering van historisch Tibet. De regering staat onder leiding van de veertiende dalai lama, Tenzin Gyatso, en is gevestigd in het stadsdeel McLeod Ganj van de Indiase stad Dharamsala.
De Tibetaanse regering in ballingschap beweert dat Tibet een onafhankelijke staat hoort te zijn en dat zijzelf de vertegenwoordiger is van het Tibetaanse volk. Overigens heeft de dalai lama aangegeven dat onafhankelijkheid niet per se noodzakelijk is; ook een autonome status binnen China is voor hem bespreekbaar.
Sinds 1951 staat Tibet onder het bewind van de Volksrepubliek China, na de invasie van het Chinese leger van Mao Zedong. Door Tibetanen wordt dit bewind niet erkend; zij beschouwen de dalai lama nog steeds als de rechtmatige leider van Tibet.
Toen de dalai lama Tibet ontvluchtte werd Dharamsala door de Indiase premier Jawaharlal Nehru aangewezen als locatie voor de dalai lama. De Tibetaanse regering ging met hem mee in ballingschap.
Tenzin Gyatso droeg in 1990 zijn politieke macht grotendeels over aan de regering in ballingschap en is sindsdien vooral religieus en symbolisch leider. In 2006 waren er directe verkiezingen voor het Tibetaans parlement in ballingschap. Sinds 8 augustus 2011 was Lobsang Sangay de kalön tripa (premier) voor de ballingschapsregering. Hij werd in mei 2021 opgevolgd door Penpa Tsering. 
Minister van Buitenlandse Zaken (Senior Cabinet Minister) was onder anderen Lodi Gyari, die in de jaren '00 gezant van de dalai lama was en leider van de Tibetaanse delegatie tijdens de gesprekken over Tibet met de Chinese regering. De eerste vrouwelijke minister werd Jetsün Pema, de zus van de dalai lama en decennialang boegbeeld van Tibetan Children's Villages.